# Neuböhmen

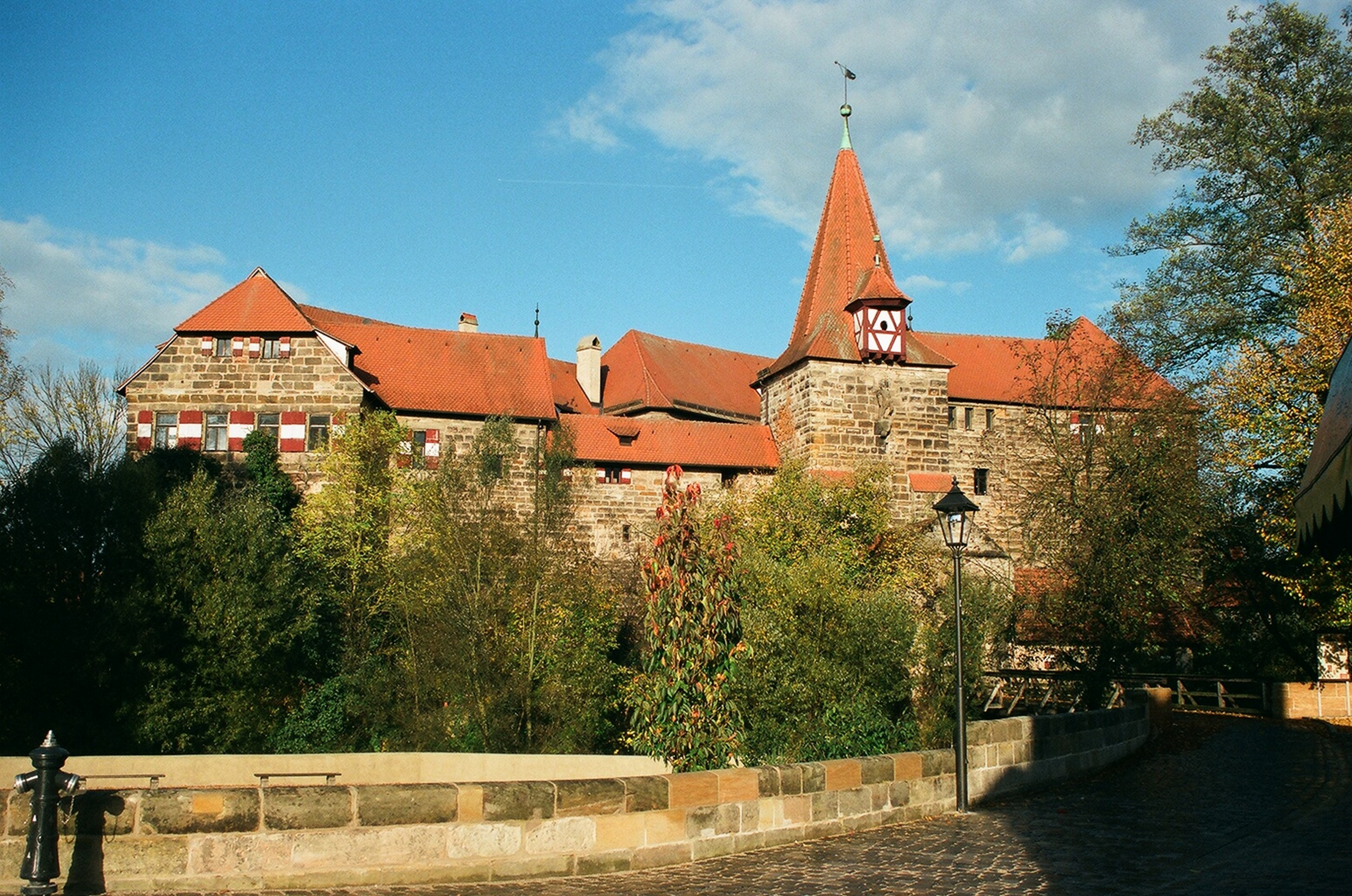
Die zu Beginn des 14. Jahrhunderts abgebrannte Wenzelsburg ließ Karl IV. in stattlicher Form neu errichten.

Neuböhmen (tschechisch Česká Falc, etwa ‚Böhmische Pfalz‘) bezeichnet die oberpfälzischen, mittel- und oberfränkischen Gebiete, welche Karl IV. ab 1349 für seine Hausmacht erwarb. Der Luxemburger unterstellte das Territorium seiner Herrschaft. Er verschmolz es mit den Ländern der Krone Böhmen, was die Goldene Bulle von 1356 kodifizierte. Das Land wahrte bezüglich Nutzung und Verwaltung seine Eigenständigkeit.
Das Böhmische Salbüchlein von 1366/68 und andere Urkunden dokumentierten wie Karl IV. soziale Verhältnisse, Verwaltung und Wirtschaft planmäßig förderte. Die geschaffenen Grundlagen wirkten sich positiv auf die weitere Entwicklung aus, entfalteten ihre Kraft lange über die letztlich kurze böhmische Periode hinaus.

## Landesname
Karl IV. schuf in der Oberpfalz und in Franken ein neues Territorium. Vermutlich wegen dessen Kurzlebigkeit entstand kein prägnanter zeitgenössischer Landesname. Die in Ersterer gelegenen Besitzungen hießen aus Blickrichtung Böhmen das Bavaria trans silvam Boemicalem (Bayern jenseits des Böhmischen Walds) oder aus einer Betrachtung vom Reich her des Kaisers herrschaft zu Baiern. Städte wie Hersbruck, Lauf und Auerbach waren „in dem lande zu Sulczbach gelegen“.
Der Begriff Neuböhmen erschien erstmals 1783 bei Franz Martin Pelzel: Geschichte Karls IV., König in Böhmen. Er wurde nachfolgend zunächst nicht aufgegriffen. Erst 1906 sprach Michael Doeberl wieder vom sog. Neuböhmen (Entwicklungsgeschichte Bayerns. Band 1. 1. Auflage). 1973 verwendete Fritz Schnelbögl den Eigennamen mit und ohne Anführungszeichen. 5 Jahre später charakterisierte ihn Heribert Sturm als „eine erst in unserem Jahrhundert zur Verwendung gekommene Verlegenheitsformulierung“. Im restlichen Artikel vermied er das Wort Neuböhmen. Jörg K. Hoensch blieb im Jahr 2000 dabei die Bezeichnung in Gänsefüßchen zu setzen.

## Geographie

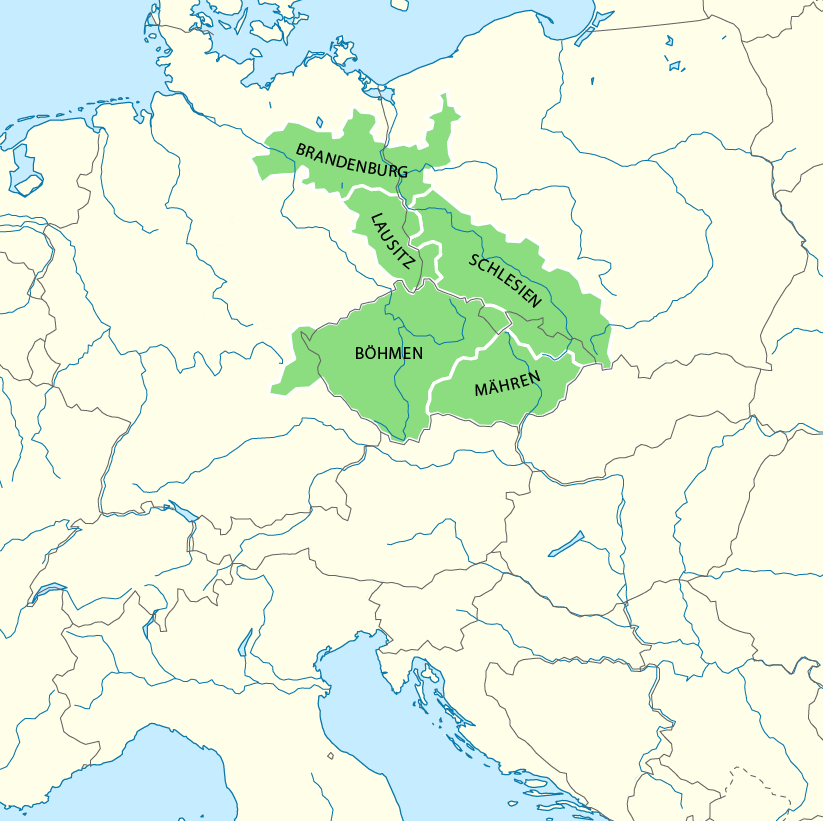
Das westlich Böhmens liegende Neuböhmen unter den Besitzungen Karls IV.

Zur Zeit Karls IV. erstreckte sich Neuböhmen über den Großteil der heutigen Landkreise Neustadt an der Waldnaab und Nürnberger Land, die Stadt Erlangen, den Norden des Landkreises Amberg-Sulzbach und den Süden des Landkreises Bayreuth.
Neuböhmen umfasste, mit Ausnahme Bärnaus, nie den jetzigen Landkreis Tirschenreuth. Er wird aber auf fast allen Karten solchermaßen falsch eingezeichnet. Das Stiftland blieb unabhängig, ebenso die Landgrafschaft Leuchtenberg. Das Amt Waldeck-Kemnath gehörte zum Kurpräzipium und das Amt Vilseck zum Hochstift Bamberg.
Auf die Funktion des (Oberpfälzer und) Böhmerwalds als Grenzgebirge verwiesen Formulierungen wie uff yenseit des Behemischen waldes.

## Bevölkerung

### Demographie und Sprachen
Städte und Marktgemeinden erlebten einen konjunkturellen Aufschwung. Wohl deshalb zogen Menschen vom platten Lande dorthin. Auf eine solche Bevölkerungsbewegung verwies vor allem das Böhmische Salbüchlein.
Die tschechische Sprache wanderte mit den böhmischen Adeligen, ihren Familien und Personal ein. So wurde 1365 den Pfarrern auf Burg Rothenberg, in Neustadt und Sulzbach erlaubt, in der slawischen Muttersprache die Beichte abzunehmen und die Sakramente zu spenden. Die wohl einzigen regionalen Belege des Lehnworts Kretscham für Wirtshaus bzw. Schänke in Bärnau, Neidstein, Förbau und Hofstetten fielen in die neuböhmische Zeit.

### Religion
Die Wenzelverehrung führte Karl IV. überall dort ein, wo er über Macht und Einfluss verfügte. Die Wenzelburg in Lauf erhielt ihren Namen nach der dem böhmischen Heiligen gewidmeten Burgkapelle nicht nach dem Sohn Karls. Noch im 16. Jahrhundert feierten die Laufer am Wenzeltag (28. September) die Wenzelkirchweih. Daraus ging die Hämmernkirchweih hervor, ursprünglich für die Bewohner der direkt unterhalb der Burg gelegenen Eisenhämmer gedacht. Auf der Burg Rothenberg ließ der König von Böhmen in der Nähe des späteren Schneckenbrunnens eine Sankt-Wenzel-Kirche erbauen. Ihren Pfarrer stattete er mit Pfründen aus, u. a. in Groß- oder Kleinviehberg. Dergleichen sowie Reliquien stiftete er dem Sankt-Wenzel-Hospital zu Sulzbach. Die dortige Pfarrkirche schmückt am Ostchor eine Statue des Heiligen,  die die Züge Karls IV. trägt.Karl IV. bedachte demnach Lauf, Rothenberg und Sulzbach. Neben dem religiösen Aspekt zeigte dies, dass er in den 1360er Jahren insbesondere jene drei Ortschaften repräsentativ ausstatten wollte.
Auf die Anwesenheit von Juden im Amt Parkstein verwies der dort eingenommene Judenzins.

## Geschichte

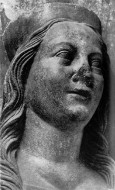
In der Hochzeit mit Anna von der Pfalz sah Karl IV. auch ein Mittel zur Aussöhnung mit dem Haus Wittelsbach; Büste der böhmischen Königin

Johann aus dem Haus Luxemburg trat 1310/11 die Nachfolge der Přemysliden im Königreich Böhmen und der Mark Mähren an. Nunmehr einer der großen europäischen Spieler, zielte seine Hausmachtpolitik auf an Böhmen angrenzende Gebiete. Er unterstützte Ludwig den Bayern bei dessen Griff nach dem deutschen Königsthron. Zum Dank erhielt Johann 1322 das Egerland (einst größer) als Reichspfandschaft und Eger (vormals eine Reichsstadt) als Pfand. Die prosperierende Stadt übernahm die Funktion des Verwaltungszentrums und Sitzes des königlichen Landeshauptmanns. Der Erwerb verschob die böhmische Grenze Richtung Reichsinneres, legte eine strategisch-territoriale Ausgangsbasis.
Karl IV. beerbte 1346 seinen Vater und setzte den Ausbau der Hausmacht fort. Zur rechtlichen Absicherung gab er dem Begriff Länder der böhmischen Krone eine tatsächliche staatsrechtliche Substanz. Die aus dem Kirchenrecht übernommene Inkorporation bewirkte keine Änderung des rechtlichen Status eines Lands. Es gab direkt dem König von Böhmen Unterstellte und als Lehen Vergebende (Lehensherren). Als erstes eigenes Projekt erkor er ein weiteres Vordringen gen Westen, damit „die hochgeboren kunige zu Beheimb durch dieselben lande desto sicherer ziehen und komben mugen zu der wal und chur eines römischen kunigs und diesselben kunige zu Beheimb den kayserlichen hof, den die durchleuchtigen kunige zu Nürnberg gewonlich haben, desto baß und friedsamer gesuchen mugen“ (Karl IV.: zitiert nach: Heribert Sturm: Des Kaisers Land in Bayern. 1978, S. 208). Es ging demnach um die Schaffung einer Landbrücke über Nürnberg (als Ort der kaiserlichen Hoftage) bis nach Frankfurt am Main (als Wahlort der deutschen Könige).
Die Vermählung mit Anna von der Pfalz am 4. März 1349 diente der Umsetzung des Vorhabens, zeigte erstmals das Interesse am Aufbau Neuböhmens. Dem Brautvater Rudolf II. gehörte der vormalige bayrische Nordgau – die nunmehrige Oberpfalz. Der Pfalzgraf bei Rhein versprach eine Morgengabe, sicherte sie mit Teilen seines Nebenlands ab. Der Schwiegersohn erwarb im Jahr darauf vom Kloster Waldsassen die Ortschaft Bärnau. Den Verpfändungen des pfälzischen Wittelsbachers stimmten die bayrischen Vettern in Urkunden von 1351 und 1353 zu. Der Plan des Luxemburgers, die Gebiete mittels Erbrecht an sich zu bringen, zerschlug sich. Seine Gattin starb im Februar 1353, sechs Monate vor ihrem Vater.
Jedoch erbten die neuen Pfalzgrafen Ruprecht I. und Ruprecht II. einen erheblichen Schuldenstand bei Karl IV. Jener streckte zudem 1353 das hohe Lösegeld zum Freikauf von Ruprecht dem Jüngeren vor. Ein oberpfälzischer Gebietsstreifen beglich die angehäuften Forderungen des Luxemburgers. Dessen Hausmachtzuwächse regelte ein Vertrag mit Ruprecht dem Älteren vom 17. Juli und modifizierte einer vom 29. Oktober 1353, bestätigte der Neffe am 5. November und 23. Dezember 1353. Der Onkel Ruprecht I. verzichtete darüber hinaus am 29. Oktober auf den Veldener Forst.
Daraufhin belehnte der Bischof von Bamberg damit den König von Böhmen. Letzterer hatte 1347 dem Burggrafen von Nürnberg die Burgen Floß und Parkstein samt Zubehör verpfändet. Mit deren Einlösungen während des Jahrs 1353 war ein großer Teil Neuböhmens zusammengetragen.

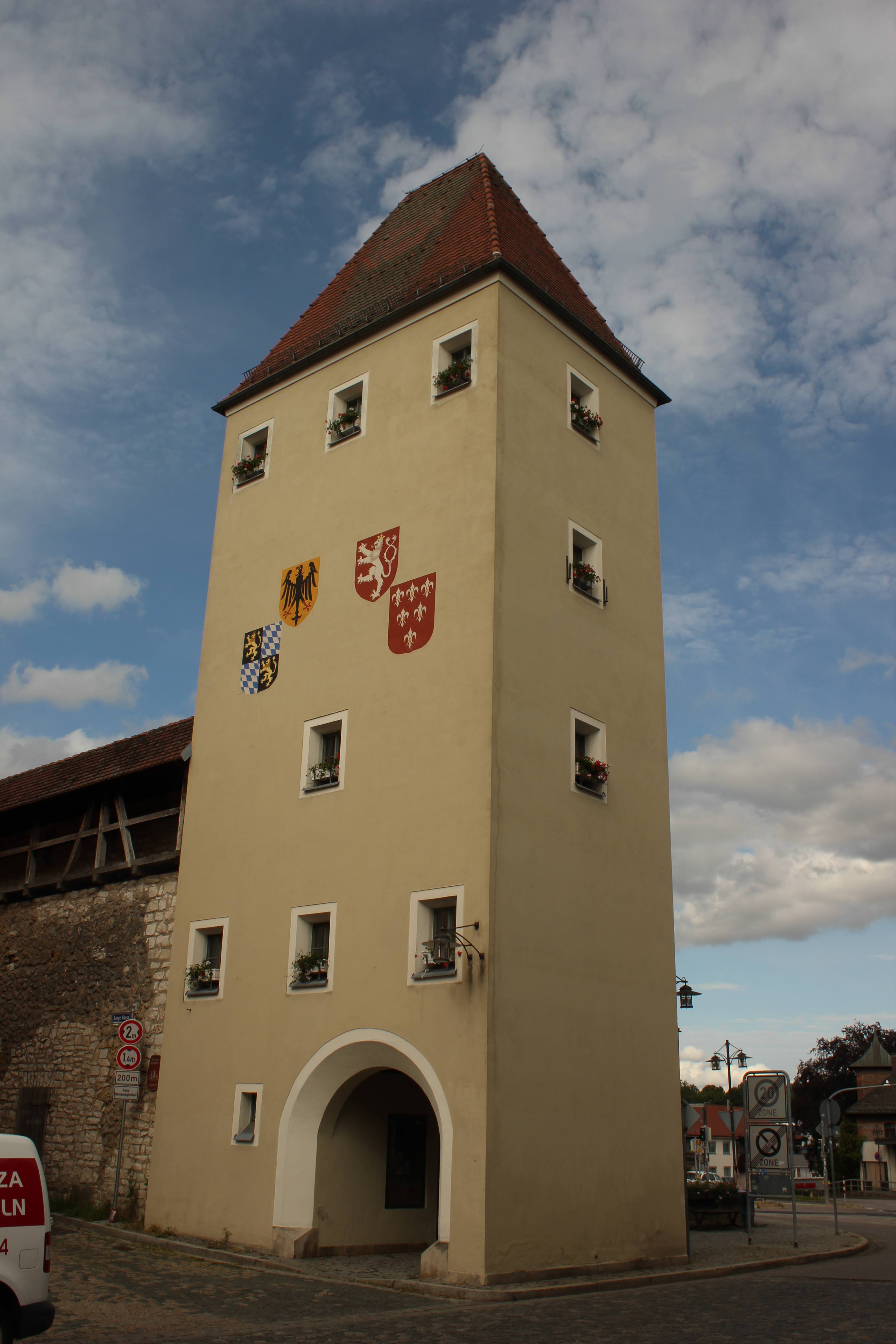
Das Rosenberger Tor in Sulzbach mit dem Böhmischen Wappen (oben rechts)

In der Folgezeit tätigte der Luxemburger rechtliche Absicherungen sowie Abrundungen durch weitere Erwerbungen und Anrechte. So bestätigten Willebriefe der Kurfürsten die Reichspfandschaft der böhmischen Krone an den zwei o. g. Burgen, dergleichen den Verkauf der Reichslehen Auerbach und Hersbruck. Der Öffnungsvertrag vom 13. Dezember 1353 über die Burg Rothenberg leitete die Übernahme der wichtigen Feste ein. 
Die Feste Rothenberg war Lehen der Burggrafen von Nürnberg gewesen, das die Herren von Wildenstein als Lehensmannen besaßen. 1360 kaufte Karl die lehensherrlichen Rechte von den Burggrafen und die Lehensnutzung von den Wildensteinern.
Der einheimische Adel diente sich zunehmend dem böhmischen König an. Von ihm nahmen beispielsweise Ritter Heinrich von dem Perge und seine zwei Söhne die Burg Spies am 10. Januar 1354 als Mannlehen auf. Karl IV. brach am 28. September 1354 von Sulzbach aus zum 1. Romzug auf. In der Ewigen Stadt stellte er am 5. April 1355 – dem Tag der Kaiserkrönung – die Urkunde zur Inkorporation für den bisher übernommenen, den (hauptsächlich) oberpfälzischen Teil Neuböhmens aus (siehe auch im Kapitel Luxemburgische Politik). Erst danach organisierte der Landesherr die Verwaltung um. Deren Neuerungen wiesen Ansätze zu einem modernen Staat auf.
Die ebenfalls Franken erfassende Hausmachtpolitik setzte sich bis Ende der 1360er Jahre systematisch und Anfang der 1370er in abgeschwächter Weise fort. Die Übernahme von Ortschaften entlang des Mains, wie Markt Bibart, Iphofen, Mainbernheim, Heidingsfeld, Wertheim und Babenhausen ermöglichte auf einer Reise nach Frankfurt am Main die Übernachtung auf Eigenbesitz. Einige wurden nicht mit Böhmen, sondern in die Grafschaft Luxemburg inkorporiert. Der Kaiser fasste eine Erweiterung Neuböhmens Richtung Westen und Norden, um die dort angrenzende Burggrafschaft Nürnberg ins Auge. Er arbeitete eng mit deren Herrschern – den Hohenzollern zusammen und es kam zu zahlreichen Verlobungen der jeweiligen Kinder.
Wie bereits sein Vater strebte Karl IV. eine Erwerbung der Mark Brandenburg und eine Ausdehnung seiner Hausmacht bis an die Ostsee an. Ersteres Ziel erreichte er mit dem Vertrag von Fürstenwalde vom 18. August 1373. Eine Urkunde vom selben Tag regelte die Folgen für, die Änderung der Politik bezüglich Neuböhmen. Der Kaiser verpfändete den südlichen, den sulzbachischen Teil an die pfälzischen Wittelsbacher, um Otto V., Kurfürst von Brandenburg die Mark abkaufen zu können. Er behielt wegen der strategischen Gewichtung aber die Burg Rothenberg und den Regnitzübergang Erlangen. Gemäß Lenka Bobková ging der Luxemburger davon aus, dass seine Nachfolger das Pfand wieder auslösen würden.
Eine undatierte, aber bald nach o. g. Datum verfasste Urkunde legte die neue Grenze fest. Anstelle Sulzbachs avancierte Auerbach zur Hauptstadt des verbliebenen neuböhmischen Gebiets. Darüber herrschte Karl IV. bis zu seinem Tod 1378, dann sein Sohn und Nachfolger Wenzel. Als deutschen König setzte ihn die Mehrheit der Kurfürsten im Jahr 1400 ab. Das böhmische Territorium, wurde unter der schwachen Regierung Wenzels IV. erschüttert und ist während der Hussitenkriege gänzlich niedergegangen. Der neue Amtsträger, der pfälzische Wittelsbacher Ruprecht brachte in einem blutigen Krieg bis 1401 den überwiegenden Teil an sich, zerstörte dabei im Herbst 1400 Auerbach nahezu völlig. Das Königreich Böhmen behielt unter dem Begriff feuda extra curtem (‚Lehen außerhalb der Pfalz‘) eine Reihe von Kronlehen, die erst 1805 mit dem Frieden von Pressburg an das Königreich Bayern gelangten.
König Wenzel verkaufte 1373 die neuböhmischen Lande an die Wittelsbacher. Im 15. Jahrhundert aber setzte der böhmische König Georg von Podiebrad die Lehensabhängigkeit der Lande von Böhmen wieder durch. 
Die Rechtslage blieb zwischen dem Reich, Bayern und Böhmen umstritten.

## Politik

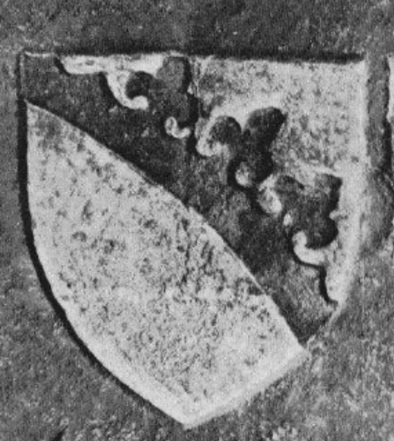
Der Wappensaal der Wenzelburg zeigt u. a. die Wappen des Adels im Königreich Böhmen. Das symbolisiert deren Ansprüche – die Partizipation an der Macht, die Höherstellung über die Adeligen der Länder der böhmischen Krone; das Wappen der Herren von Welhartitz.

### Luxemburgische Politik
Zeitlebens bevorzugte Karl IV. eine monetäre, nicht kriegerische Vorgehensweise. Demgemäß vollzog sich der Aufbau Neuböhmens mittels (Heiratspolitik), Kauf, Tausch, Pfandschaft, Lehnswesen, Öffnungsrecht und anderen Vereinbarungen. Die für seine Hausmachtpolitik wichtige Territorialeinheit barg von Beginn an das Wesen einer Herrschaft, eines Lands. Die am 5. April 1355 in Rom ausgestellte Urkunde zur „Inkorporation der böhmischen Besitzungen in der Oberpfalz“ wurde unter ganz außerordentlichen Umständen herausgegeben – am Tage von Karls Krönung zum Kaiser. Sie bezog sich deutlich auf die vorangegangene Maiestas Carolina und antizipierte die spätere Goldenen Bulle, wurde beim gleichen Vorgang für die Mark Lausitz 1370 über weite Passagen wortwörtlich wiederholt. Die Einzelteile Neuböhmens fügten sich nie zu einem geographisch geschlossenem Gebilde zusammen. Pfalz-Bayern konnte im Großen und Ganzen die Ausübung der vollen Landeshoheit in den zahlreichen Lehensorten der Oberpfalz durch böhmische Behörden verhindern. So gelang es den Böhmen nicht, bei den Thronlehen das Gerichtswesen, die militärische Aushebung, den Steuereinzug und wie die anderen von der Landeshoheit abhängigen Rechte vollständig zu kontrollieren.
Die Auflösung setzte bereits nach einem knappen Vierteljahrhundert ein. Die Abtrennung des sulzbachischen Teils minderte den wirtschaftlichen Wert. Dies schlug sich in einem geringen Interesse Wenzels IV., König von Böhmen (1378–1419) nieder.

### Währung
An Münzen war vor allem der Heller verbreitet. Die rasch nach 1353 eingerichtete, erstmals 1356 nachgewiesene Prägestätte in Lauf verbreitete ihn, später die 1373/74 in Erlangen eröffnete. Die Nennungen eines nicht näher spezifizierten Pfennigs im Böhmischen Salbüchlein gingen nach Fritz Schnelbögl auf Übernahmen älterer Vorlagen zurück. Das unersichtliche Verhältnis Heller zu Pfennig betrug wohl 2 : 1, beim Regensburgischen Pfennig hingegen ablesbar 3 : 1. Das Urbar erwähnte außerdem Böhmische, Bambergische und Ambergische Pfennige.
Der Böhmische Groschen trat in den Ämtern Tachau und Bärnau durch die besondere Nähe zum östlichen Nachbarland auf, entlang der Goldenen Straße wegen des Handels an den Zoll- und Geleitstationen. An einer Stelle des Amtsbuchs von 1366/68 gingen 12 Heller auf 1 Böhmischen Groschen, im Jahr 1362/63 in Sulzbach hingegen 19 Heller.
Als Rechnungswährungen wurden der Schilling (= 12 Pfennig), der lange Schilling (= 30 Pfennig) und das Pfund (= 240 Pfennig) sowie der Schock (= 60 Böhmische Groschen) verwendet.
Die Eigenständigkeit des neu formierten territorialen Verwaltungsgebietes wurde überdies durch das Recht der Münzprägung zum Ausdruck gebracht, das bereits durch die Inkorporierung gegeben war. Die erste Münzstätte errichtete Karl IV. in Lauf, von wo sie nach 1373 nach Erlangen umzog. Man prägte hier lauter kleine Münzen, von denen die meisten die Abbildung des doppelschweifigen Löwen oder der Krone trugen. Unter der Regierung Wenzels arbeitete in den Jahren 1396–1400 auch die Münzstätte in Auerbach.

### Wappen und Siegel
Die Zugehörigkeit zu (Neu-)Böhmen drückten Ämter, Städte und Marktgemeinden durch ihre Wappen und Siegel aus. Sie nahmen den Kaiser und den Böhmischen Löwen oder nur letzteren auf. Die Umschriften der Siegel betonten in nicht immer regelgerechtem Lateinisch die Treue und Verbindung zur neuen Landesherrschaft. Entsprechende Siegel überlieferten Ortschaften von Neustadt im Osten bis Heidingsfeld im Westen.
Das Siegel des Landgerichts präsentierte als obersten Rechtssprecher den böhmischen König. „Er sitzt auf dem Richterstuhl, angetan mit böhmischer Königskrone und Herrschermantel, in der Rechten das Gerichtsschwert, in der Linken den Schild mit dem böhmischen Löwen tragend.“ Die Umschrift lautet: [Griechisches Kreuz] S[IGILLUM] · IVDICII · PROVINCIALIS · TRANS · SILVAM · REGNI · BOHEMIE. Es wurde bis 1400 verwendet und dann im pfälzischen Sinn verändert. Eine gleiche Neugestaltung betraf die meisten der heraldischen und sphragistischen Zeichen. Die Wappen von Erlangen, Gräfenberg und Plech behielten den doppelschwänzigen Löwen zumindest als Nebenfigur.
An die Verbindung der Oberpfalz mit Böhmen erinnerte auch die wiederholte Verwendung des böhmischen Löwen auf den Stadtsiegeln, wie man sie bei Hersbruck, Lauf, Neustadt an der Waldnaab, Erlangen, Eschenbach, Gräfenberg, Pegnitz, Plech und Weiden findet sowie in den Stadtwappen, die zum Beispiel in Hirschau oder am Rathaus von Schönsee erhalten sind.
So lautete die Siegelumschrift der Neustadt an der Waldnaab: Nova civitas regno Boemie fidelis unita s oder für Hersbruck: Hersbrvck obediens fidem Boemie tenens. Die unterschiedliche Formulierung des gleichen Verhältnisses zu Böhmen lässt vermuten, dass Karl IV. wohl die Siegelerneuerung befohlen, die Formulierungen jedoch den betreffenden Städten überlassen hat.

Für seinen Sohn Wenzel rief der Kaiser 1364 den Titel des Grafen von Sulzbach erneut ins Leben, dessen Wappen mit silbernen Lilien im roten Feld auf dem ältesten Wappensiegel vorkommt und das auch den Altstädter Brückenturm der Karlsbrücke in Prag schmückt.

## Verwaltung
Neuböhmen setzte sich aus Lehen der Krone Böhmen, dort herrschte der Lehnsempfänger oder -mann, und direkt dem böhmischen König unterstellten Ländereien, dort setzte er einen Landeshauptmann ein, zusammen. Die Verwaltungsspitze wirkte im inkorporierten, im (überwiegend) oberpfälzischen Teil. Allgemein trieb er die Steuern ein, beeinflusste die Innenpolitik, hielt gerichtliche Befugnisse, vergab Lehen, sorgte für die Sicherheit usf.
Das höchste Amt im Lande war das neu geschaffene Amt des Landeshauptmanns („capitaneus“, „Hauptmann in Baiern“, „Hauptmann über Wald“), der den böhmischen König vertrat und auch direkt von ihm ernannt wurde. Der Bedeutung des Amtes entsprachen auch die Persönlichkeiten, die bestellt worden sind. Die vier überlieferten Hauptmänner des „Lands zu Baiern“ entstammten dem böhmischen, Karl IV. bzw. Wenzel nahestehenden Adel (in Klammern die jeweilige nachgewiesene Amtszeit):
- Pusk (Bušek) von Welhartitz (1357–1362),
- Hanyk von Knoblauchstorf (1362–1366),
- Borso von Riesenburg (1367–1378) sowie[2]
- Bořivoj von Svinar (1378–?).[38]

Der Vorletzte vollzog nach der Verpfändung des Südteils 1373 den Umzug von Sulzbach nach Auerbach, nahm dabei wohl das Böhmische Salbüchlein von 1366/68 mit. Es „war dazu bestimmt, alle herrschaftlichen Güter und Einkünfte, Rechte und Ansprüche des böhmischen Königs in dem zur Krone gehörigen Raume festzuhalten und damit die planmäßige Verwaltung dieser Besitzungen und die Sicherung der königlichen Rechte daran zu ermöglichen.“ (Fritz Schnelbögl: Das „Böhmische Salbüchlein“ Kaiser Karls IV. über die nördliche Oberpfalz 1366/68. 1973, S. 10). Aus dem Amtsbuch und weiteren Schriftquellen erschloss sich, dass einheimischer und böhmischer Adel als königliche Beamte dienten.
Eine wichtige Position hatte auch der Landschreiber, der an der Spitze der oberpfälzischen Kanzlei stand. Der Schreiber Withego oder Witik wurde später Bischof von Naumburg (1381).
Das zur Böhmischen Krone gehörende Oberpfälzer Gebiet war in 24 Verwaltungsbezirke eingeteilt, zu denen auch das auf dem Gebiet Böhmens liegende Land um Tachau gehörte.
Die Ausdehnung der Ämter, einmal Pflege genannt, diesseits des Böhmerwalds fiel zumeist klein aus. Die Amtsträger hießen Burggraf oder Pfleger, selten Amtmann, die Amtssitze üblicherweise Veste, gelegentlich Haus. Dazu trat die Vogtei (und Propstei) Hersbruck mit einem Vogt auf Burg Hohenstein. Dass den Verwaltern über das Land verstreute Hebungen als Einkünfte zugewiesen wurden, sollte eine Verselbständigung verhindern.
| Amt                | Amtssitz             | mit                       |
| ------------------ | -------------------- | ------------------------- |
| Auerbach           | Stadt/Markt Auerbach | gleichnamiger Stadt/Markt |
| Bärnau             | Stadt/Markt Bärnau   | gleichnamiger Stadt/Markt |
| Breitenstein       | Burg Breitenstein    | Königstein                |
| Erlangen           | Burg Erlangen        |                           |
| Floß               | Burg Floß            | Vohenstrauß               |
| Frankenberg        | Burg Frankenberg     |                           |
| Hartenstein        | Burg Hartenstein     | Plech, Velden             |
| Hersbruck (Vogtei) | Burg Hohenstein      | Hersbruck                 |
| Hiltpoltstein      | Burg Hiltpoltstein   |                           |
| Hirschau           | Burg Hirschau        |                           |
| Hollenberg         | Burg Hollenberg      |                           |
| Lauf               | Wenzelburg           | Stadt Lauf                |

| Amt                 | Amtssitz          | mit            |
| ------------------- | ----------------- | -------------- |
| Lichtenegg          | Burg Lichtenegg   |                |
| Lichtenstein        | Burg Lichtenstein |                |
| Neidstein           | Burg Neidstein    |                |
| Parkstein           | Burg Parkstein    | Weiden         |
| Pegnitz-Böheimstein | Burg Böheimstein  | Stadt Pegnitz  |
| Puchberg            | Burg Puchberg     |                |
| Rothenberg          | Burg Rothenberg   | Schnaittach    |
| Störnstein          | Burg Störnstein   | Neustadt       |
| Strahlenfels        | Burg Strahlenfels |                |
| Sulzbach            | Burg Sulzbach     | Stadt Sulzbach |
| Tachau              | Burg Tachau       | Stadt Tachau   |
| Thurndorf           | Burg Thurndorf    | Eschenbach     |

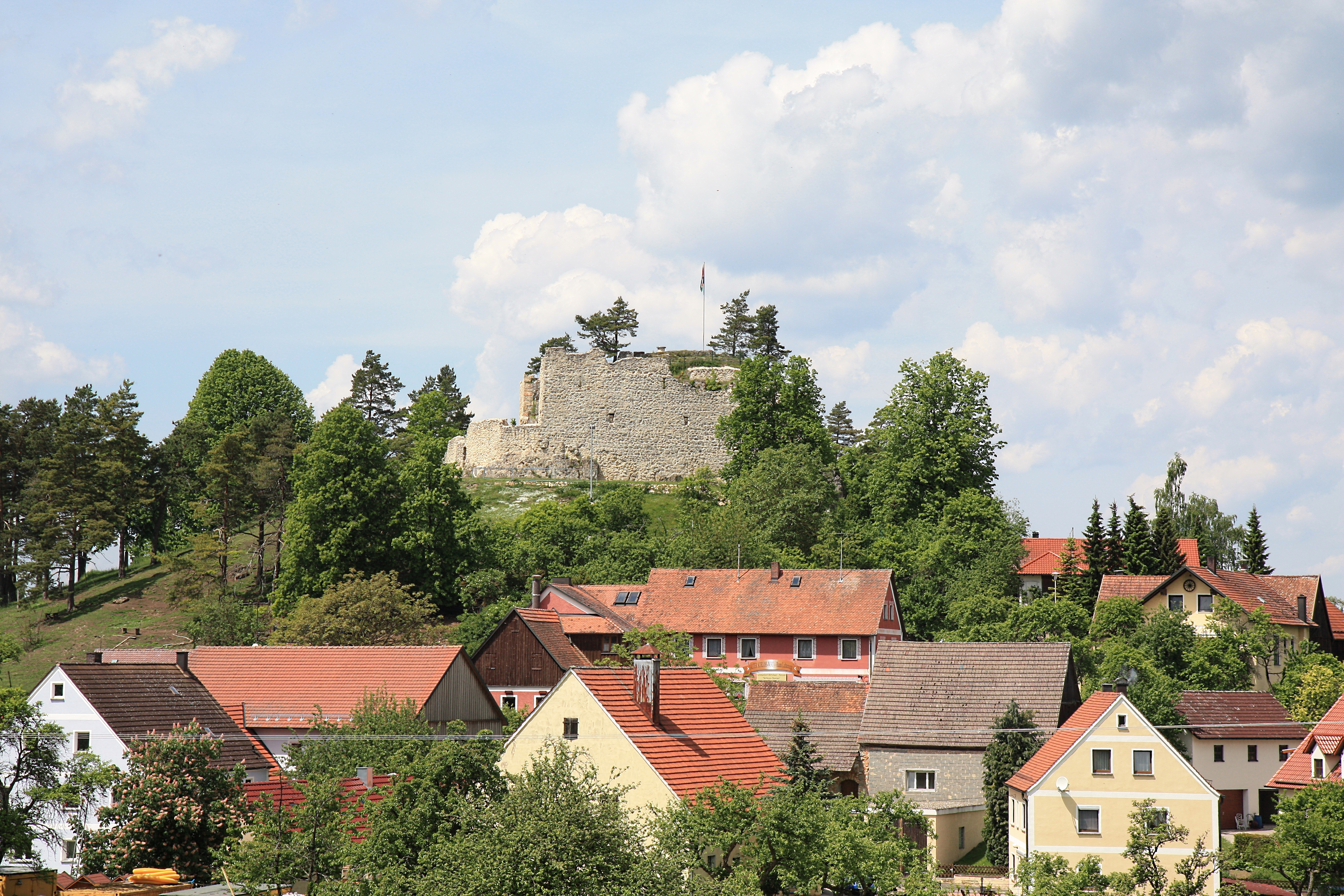
Einerseits wurde Lichtenegg als Amt eingestuft, anderseits der Amtssitz – die Burg Lichtenegg als Lehen Karls IV. entgegengenommen; Blick von Südosten

Die hauptsächlich dem Böhmischen Salbüchlein entnommen böhmischen Lehen und offenen Häuser waren:
- Burg Breitenstein,
- Burg Eibenthal,
- Gronatshof,
- Burg Grub,
- Burg Hauseck,
- Burg Haimburg,
- Burg Heideck,
- Burg Henfenfeld,
- Burg Holnstein,
- Burg Kürmreuth,
- Burg Pleistein,
- Burg Rasch,
- Burg Reicheneck,
- Burg Reichenschwand,
- Burg Reichenstein,
- Burg Rosenberg,
- Burg Rupprechtstein,
- Burg Schellenberg,
- Burg Spies,
- Burg Stierberg,
- Burg Tagmanns,
- Burg Alten- oder Hohentrüdingen,
- Burg Werdenstein,
- Burg Wildenfels sowie
- Burg Wilhermsdorf.[56][7]

Die Stadt Sulzbach verfügte u. a. über einen Stadtrichter (durchweg aus dem böhmischen oder östlichen Adel), Kastner, Überreiter, Landbüttel, Förster und Büttel, die Burg Rothenberg über einen Burggrafen, vier Amtmänner (aus den zwanzig Burgmannen genommen), Marschall, Kämmerer, Schenk und Küchenmeister. Als gelegentlicher Herrschaftssitz fungierte die repräsentative Wenzelburg in Lauf. Im Gegensatz zu Heribert Sturm sah Fritz Schnelbögl keine wesentliche Weiterentwicklung der Verwaltung Neuböhmens.

## Justiz
Vom Amt des obersten Hauptmanns des Kaisers getrennt stand an zweiter Stelle der Beamtenhierarchie das Amt des Sulzbacher Landrichters (Judex provincialis), der wegen der erforderlichen speziellen Rechtskenntnisse aus dem einheimischen Adel genommen wurde. Seit 1355 hatte Volkold von Tanne (= Burgthann bei Altdorf), seit 1369 Hermann Erlbeck, seit 1372 Wernt von Breitenstein dieses Amt inne, der dann nach der Übersiedlung der Regierung nach Auerbach noch bis 1383 dort fungierte. Ihm folgte Ulrich Weissenberger, Burgmann zu Thurndorf. Im Oktober des Jahres 1400 endete die Amtszeit von Weissenberger als böhmischer Landrichter, da König  Wenzel abgesetzt, damit die böhmische Herrschaft beendet und Auerbach pfälzisch wurde.
Der Landrichter benutzte ein Siegel mit der Abbildung des sitzenden Königs mit Krone und Mantel, an der rechten Seite befand sich ein Schwert und an der linken ein Schild mit dem böhmischen Löwen. Die Umschrift lautete: „S • IVDICII • PROVINCIALIS • TRANS· SILVAM· REGNI. BOHEMIE“.
Das für Neuböhmen zuständige Landgericht nutzte vier Gerichtsstätten: die Kasberger Linde in Kasberg bei Gräfenberg, die Luchsenbruck bei Plankenstein, die Roslauben nördlich von Hormersdorf und die Schnaittachbrücke beim Markt Schnaittach. Außerdem tagte es an seinem Hauptsitz in Sulzbach oder von Anfang an und später in Auerbach, zudem in Lauf und Plech sowie unter Wenzel in weiteren Ortschaften. In der Regel wurde einmal im Monat an einem Mittwoch Recht gesprochen. Die wesentliche Zuständigkeit umrissen die Wortpaare „Grund und Boden, Rain und Stein, Markung und Erbschaft“. Der Landrichter kam aus dem einheimischen Adel. Der Landschreiber fungierte wohl als oberster Finanzbeamte. Daneben gab es den Stadtrichter zu Sulzbach. Nachgewiesen sind Lienhard der Lichtensteiner, Hanse von Trebnitz, Johannes von Ratibor — alle, auch der Lichtensteiner, aus böhmischem oder doch östlichem Adel.

## Wirtschaft

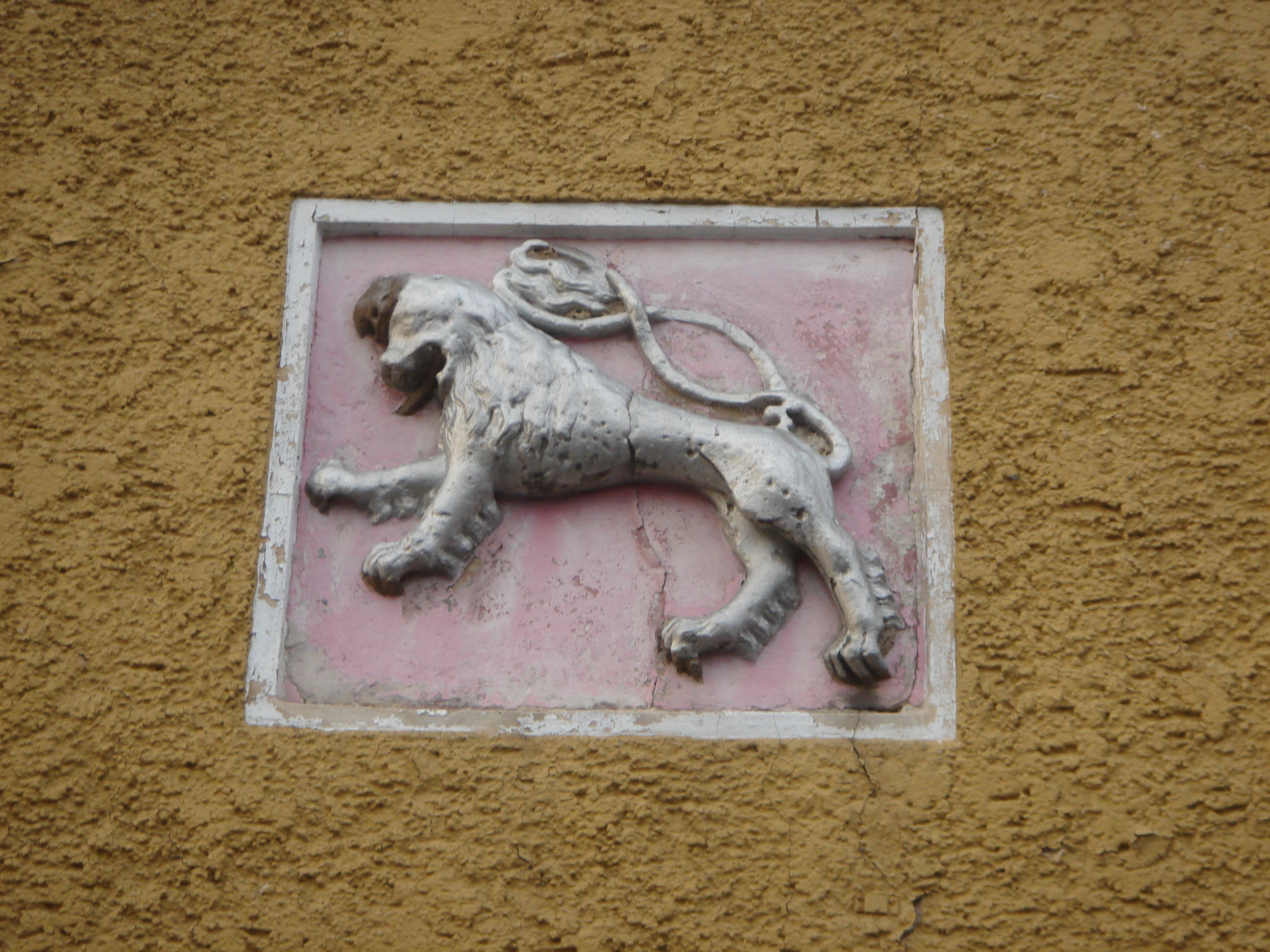
Die Verleihung des Stadtrechts – wie durch Karl IV. für Hirschau – diente immer zugleich der Wirtschaftsförderung; der Böhmische Löwe am Haus Hauptstraße 70

Karl IV. förderte die Region intensiv durch Erhebungen zu Städten und Marktgemeinden, bestätigte und verlieh ihnen zahlreiche Privilegien. Das bis 1373 besonders unterstützte Sulzbach erhielt u. a. Zollbefreiungen, einen Schutz der Waren vor Zugriff und Pfändungen sowie das Recht überall im Land zu Sulzbach Bergwerke zu betreiben.
Im oberpfälzischen Eisenrevier lag ein erheblicher Teil der Erwerbungen. Es durchlief seit Beginn des 14. Jahrhunderts einen wirtschaftlichen Aufschwung. Die Hammerherren stellten über die Landesgrenzen hinaus die ökonomische Einheit des Gebiets sicher. Der Ausbau des luxemburgischen Teils zur Waffenschmiede der Hausmacht unterblieb. Die Bank des Nürnberger Patriziers Ulrich Stromeier und seiner Neffen Peter, Andreas und Ulman unterstützte den Ausbau Neuböhmens durch Kredite und ihre Verbindungen. Sie erhielt dafür Verpfändungen von Kohle und Erz. Der seit der Zeit Johanns stetig zunehmende Handel zwischen der Reichsstadt Nürnberg und Böhmen querte das neu geschaffene Territorium.
Die Böden der Oberpfalz weisen keine große Fruchtbarkeit auf. Entsprechend enthält das Böhmische Salbüchlein vor allem Roggen und Hafer, weniger Weizen und kaum Gerste. Von Amt zu Amt zeigen sich beim Getreidebau Unterschiede. An Garten- und Sonderkulturen kommen vor: Erbsen (Frankenberg, Tachau), Hanf (Gebiet um Pegnitz), Hopfen (bei Floß und Hersbruck), Kraut (Sulzbach) und Mohn (Ämter Frankenberg, Parkstein und Floß). Herauslesen lässt sich die Haltung von Gänsen, Hühnern, Schafen, Schweinen und Ziegen. Die Schwaighöfe liefern Käse ab, die Gewässer Fische, die Wälder Eichhörnchenfleisch, Greifvögel für die Beizjagd, Honig und Holz.

## Militär
Der Burg Rothenberg schenkte Karl IV. besondere Aufmerksamkeit. Ihm gelang nach dem Öffnungsvertrag von 1353 erst am 1. Januar 1360 in zwei Schritten der Kauf des Lehensrechts auf den Rothenberg durch die Zahlung von 5080 Schock Prager Münze an Heinrich von Wildenstein. Der böhmische Adel stellte den Burggrafen, der einheimische die im Jahr 1363 verpflichteten Burgmannen. Busek von Wilhartitz, als kaiserlicher Kammermeister einer der engsten Mitarbeiter Karls IV, übernahm seit 1363 die Verwaltung der Burg auf dem Rothenberg, für welche in diesem Jahr zwanzig fränkisch-oberpfälzische Adlige als Burghüter bestellt wurden und der die militärische Sicherung des neuböhmischen Territoriums übertragen war. 1363 Der berühmte Vertrag über das Rothenberger Burghutrecht stammt vom 12. März 1363. Als Befehlshaber und Burggrafen sind genannt neben Wilhartitz, Botho von Ilemburg und schließlich Kulm von Udritz, also böhmische Vertraute des Kaisers. Der böhmische König wies ihnen Einkünfte aus dem zugehörigen Amt zu. Der kostspielige Unterhalt bedurfte darüber hinaus die Steuern aus sechs Städten/Marktgemeinden und eines Anteils der Geleitgebühren aus Lauf. Die Burg spielte in neuböhmischer Zeit zwar eine zentrale Rolle, musste jedoch keine konkreten militärischen Aufgaben übernehmen. Die unterbeschäftigten Burghüter starteten unter Wenzel Privatfehden gegen Nürnberger Bürger und störten deren Handel. Besonders der letzte Burggraf, Nitzko von der Buch, hat den Handel der Stadt beeinträchtigt. Die Reichsstadt und der deutsche König Ruprecht eroberten die Feste 1401.
Das Böhmische Salbüchlein listete für weitere, aber nicht alle Amtssitze die militärischen Besatzungen auf. Die Mannschaftsstärken lagen zwischen 9 in Burg Lichtenegg und 36 in Burg Sulzbach. Ob letztere Zahl die für die Stadt Sulzbach genannten 144 wehrfähigen Männer mit einschloss, blieb unklar. Außer der Hauptstadt stellten nur Auerbach 150 und Weiden 100 Mannen. Neben den 20 Burgmannen auf dem Rothenberg variierten die weiteren Burghuten (Floß, Hartenstein, Neidstein, Parkstein, Sulzbach, Störnstein und Thurndorf) zwischen 4 und 15.

## Infrastruktur

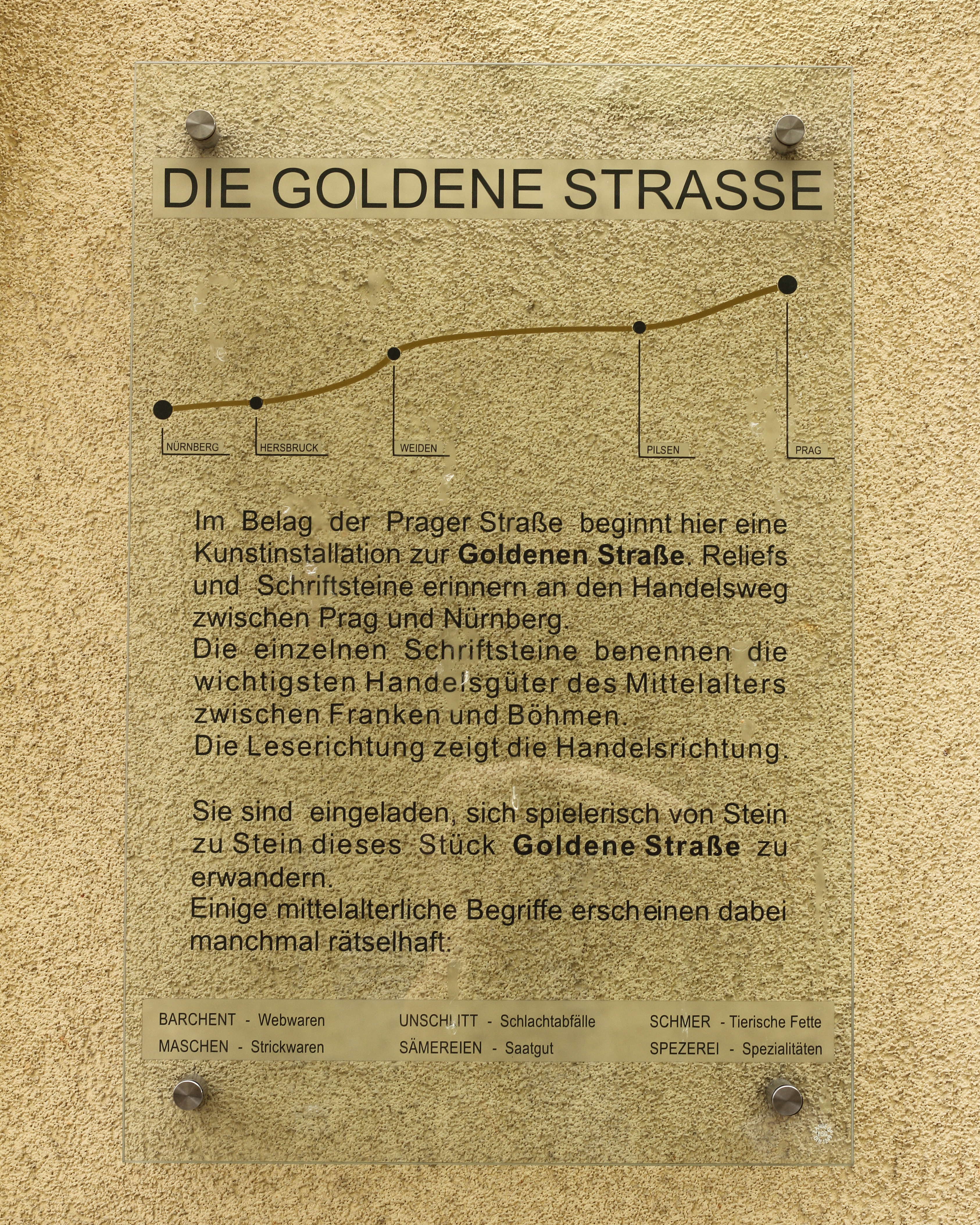
Informationstafel Die Goldene Straße in Hersbruck

Die Goldene Straße verband Prag und die Reichsstadt Nürnberg. Der wichtige Verkehrsweg fügte sich in einen europaweiten Straßenzug ein, der u. a. im Südosten aus Ungarn kam und im Nordwesten nach Flandern führte. Die Kontrolle über die Fernhandelsstraße war eine der Motivationen Karls IV. zum Aufbau Neuböhmens. Dessen 1355 inkorporiertes Gebiet durchfuhr sie nicht zufällig. Zur Gewährleistung der Sicherheit verbesserte der Kaiser das Geleit, fasste die Geleitsbezirke enger zusammen. Die (Zoll- und) Geleitsstationen standen in den Grenzortschaften Tachau und Bärnau sowie in Neustadt, Weiden, Hirschau, Sulzbach und Lauf (bei letzterer Stadt Vereinigung mit der alten Straße Prag–Eger–Nürnberg). Die Geleitswechsel fanden in Altenstadt, Kohlberg, Gebenbach, Hohenstadt und Erlenstegen statt. Karls IV. unterstützte insbesondere die Städte und Marktgemeinden an der Goldenen Straße. Sie behielt vom Spätmittelalter bis zum Einsetzen der Industriellen Revolution im 19. Jahrhundert ihre Bedeutung.

## Architektur
- Burg Böheimstein, innerer Kern aus Epoche Karls IV.[73]
- Burg Rothenberg, ebenso wie oben[73]
- Martersäule bei Erlenstegen (heute im Germanischen Nationalmuseum), angeblich ein Grenzstein aus Zeit Karls IV., dortiger Bach markierte die Westgrenze des Halsgerichts und Geleitsbezirks Lauf, Säule mit vier steinernen Sitzen, stark verwitterter Bildstock vor Ort durch Kopie ersetzt, von den zwei Kreuzen obendrauf schaute eins nach Böhmen und eins ins Reichsinnere[1]
- Wenzelburg, symbolträchtiger Wappensaal mit 117 in Stein gehauenen und bemalten Wappen, architektonischer Höhepunkt Neuböhmens[73]

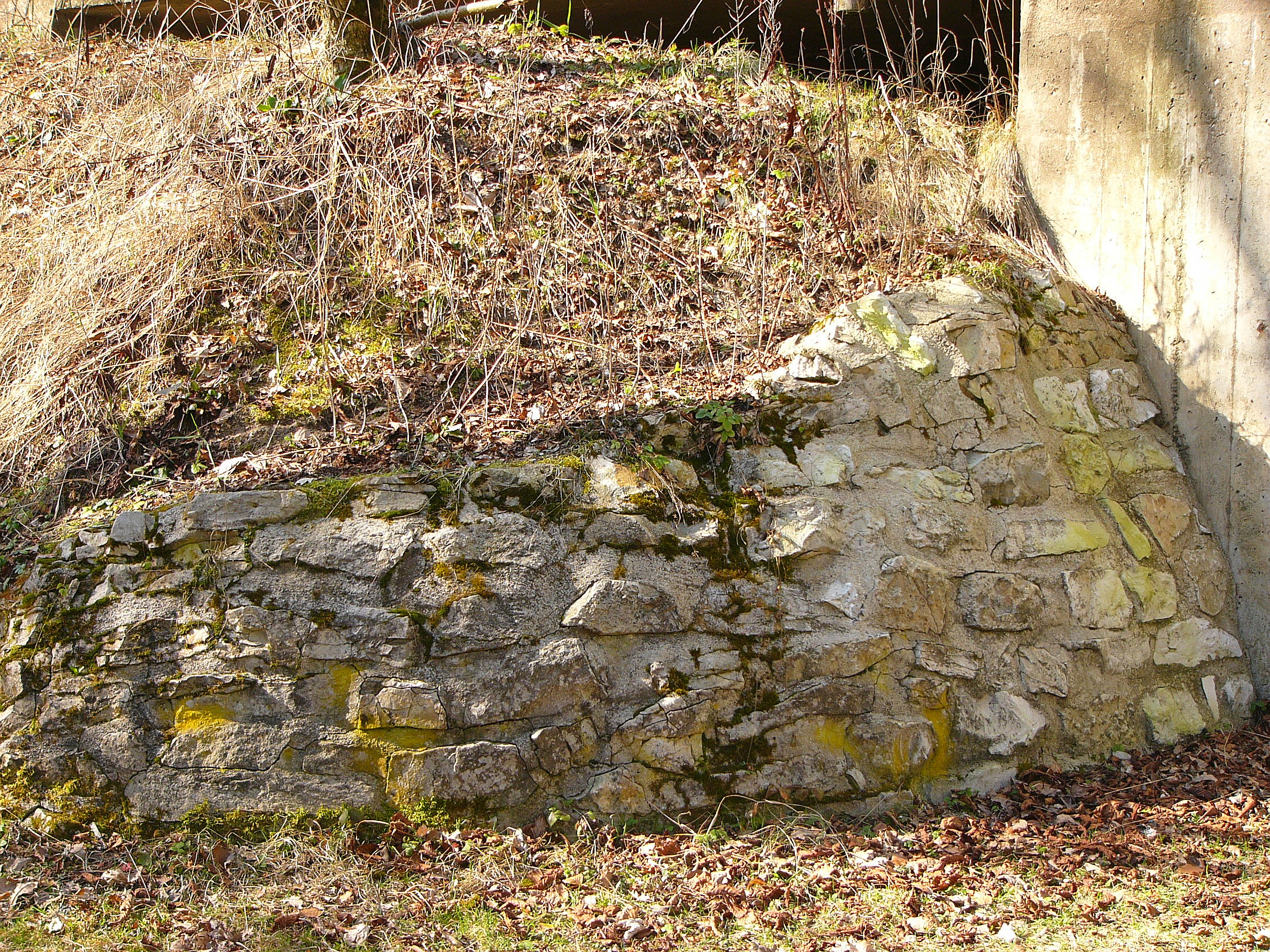
Burg Böheimstein
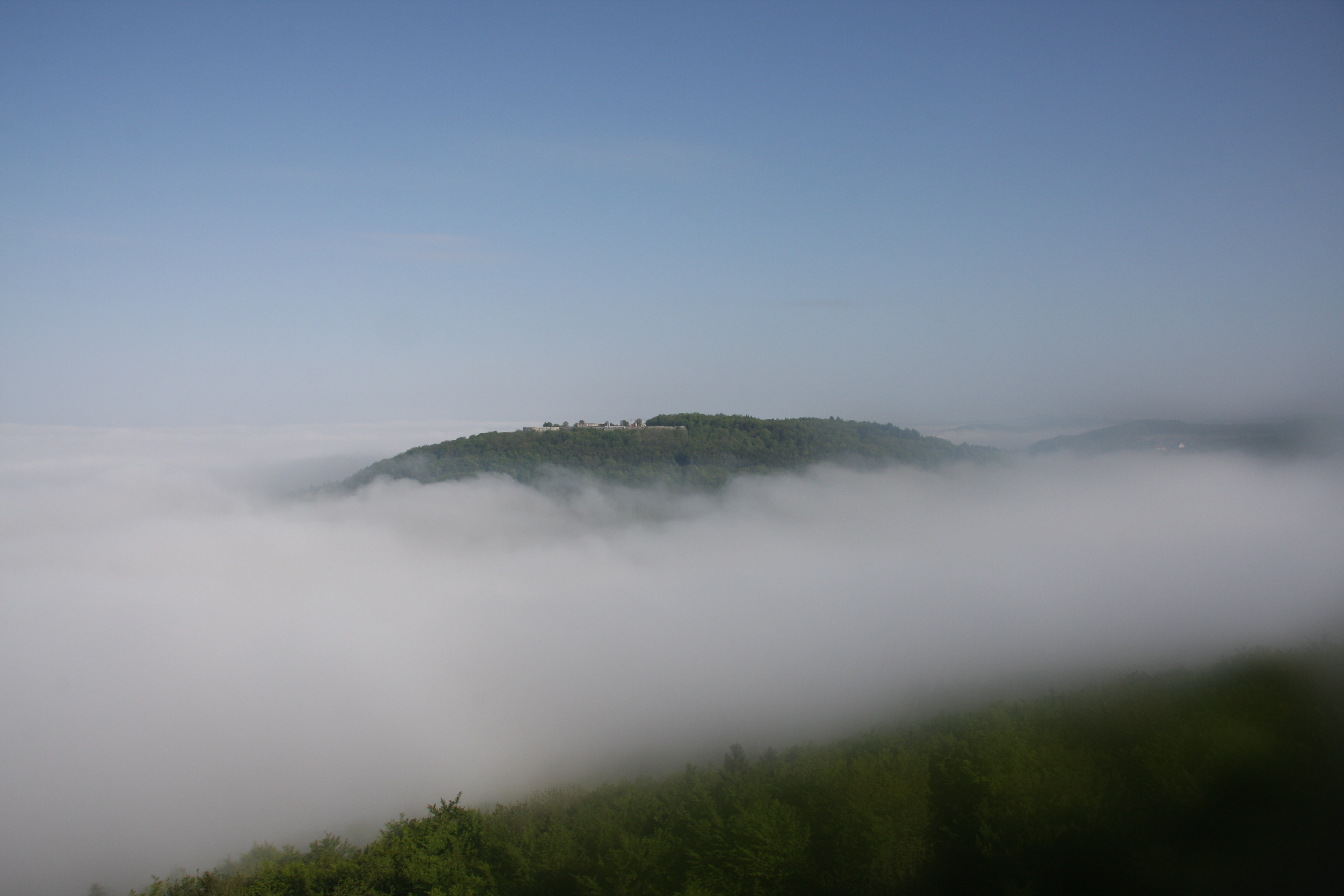
Festung Rothenberg
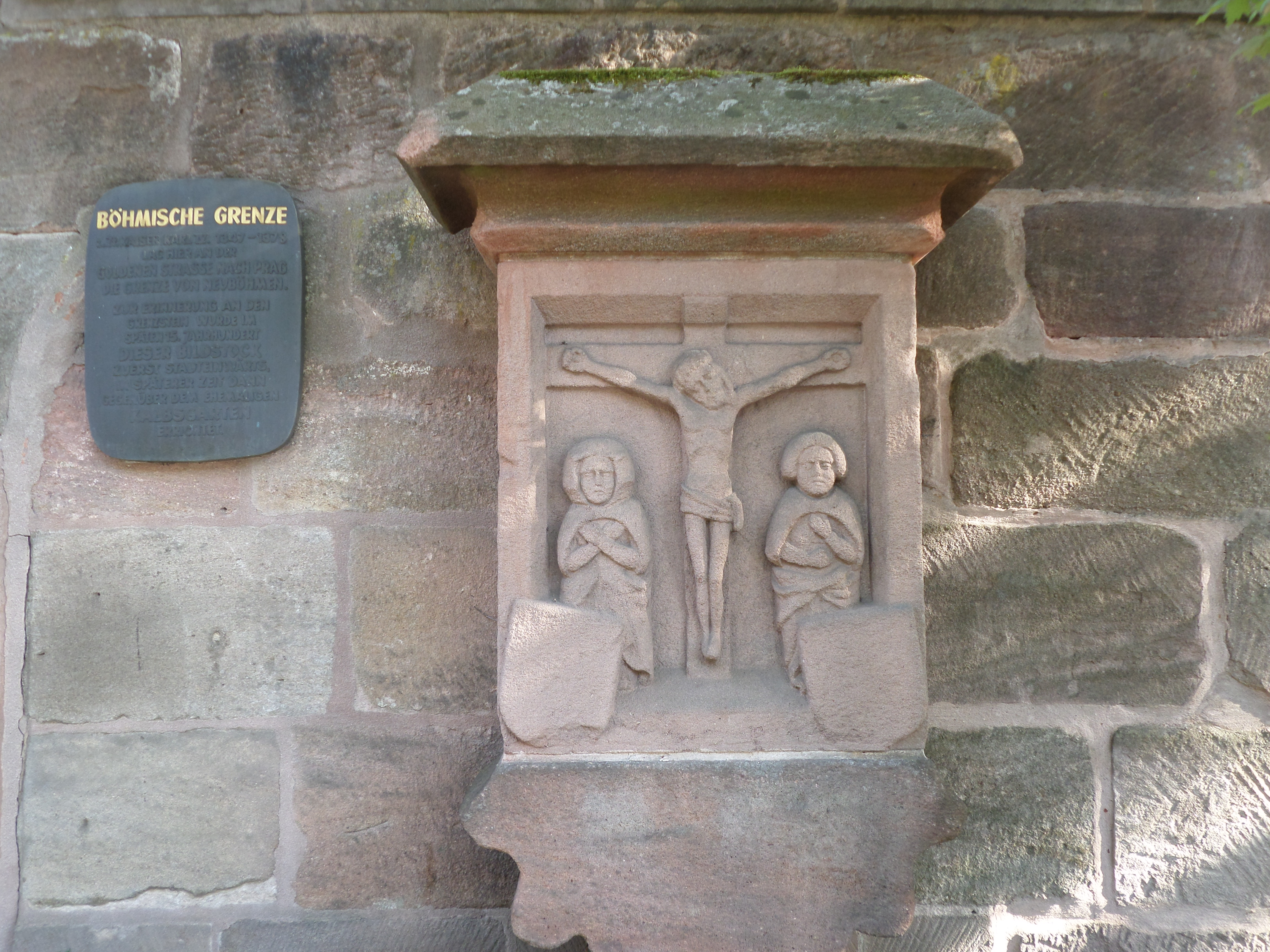
Martersäule Erlenstegen
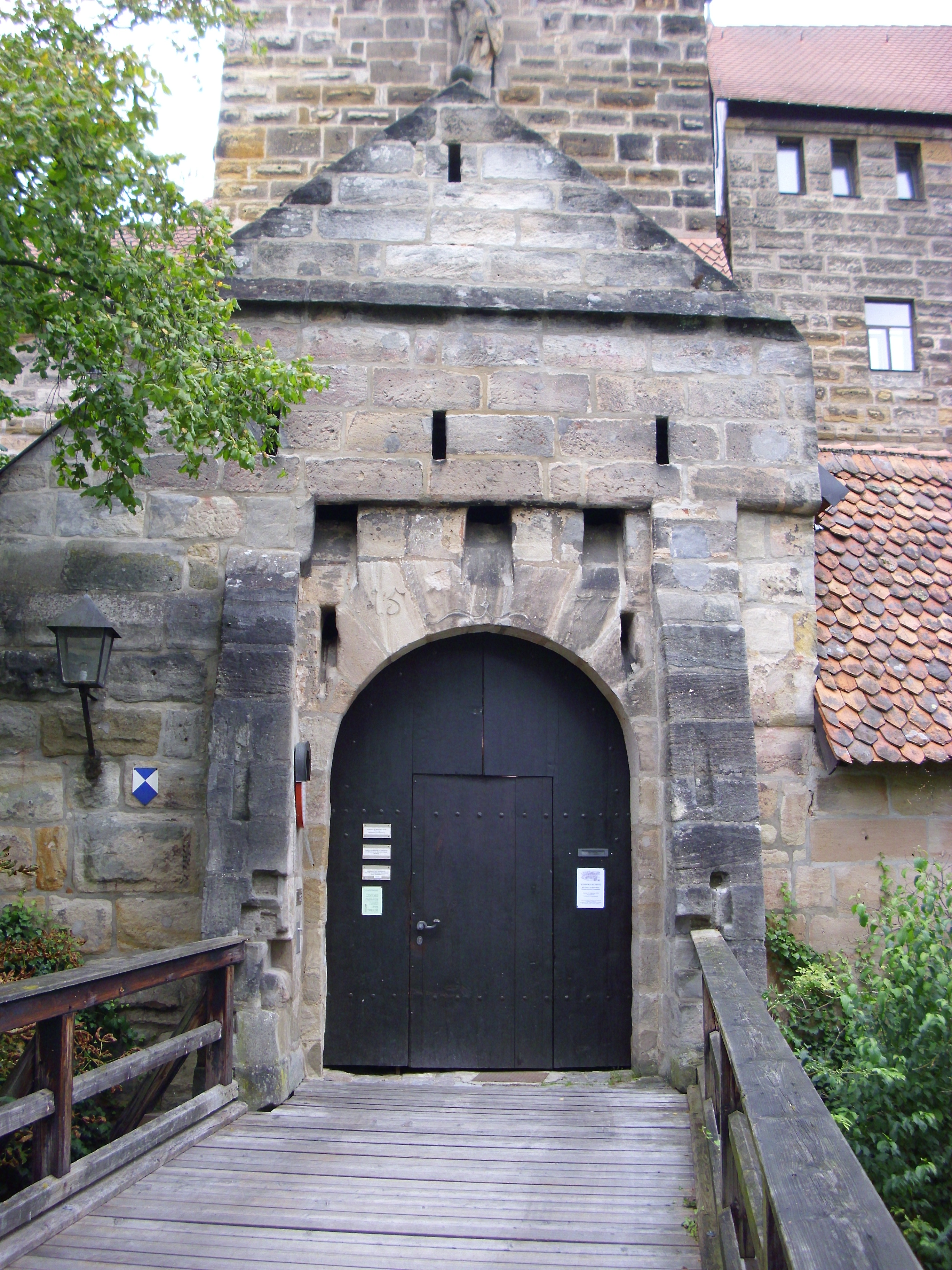
Wenzelburg Lauf